# Українці в Республіці Кіпр

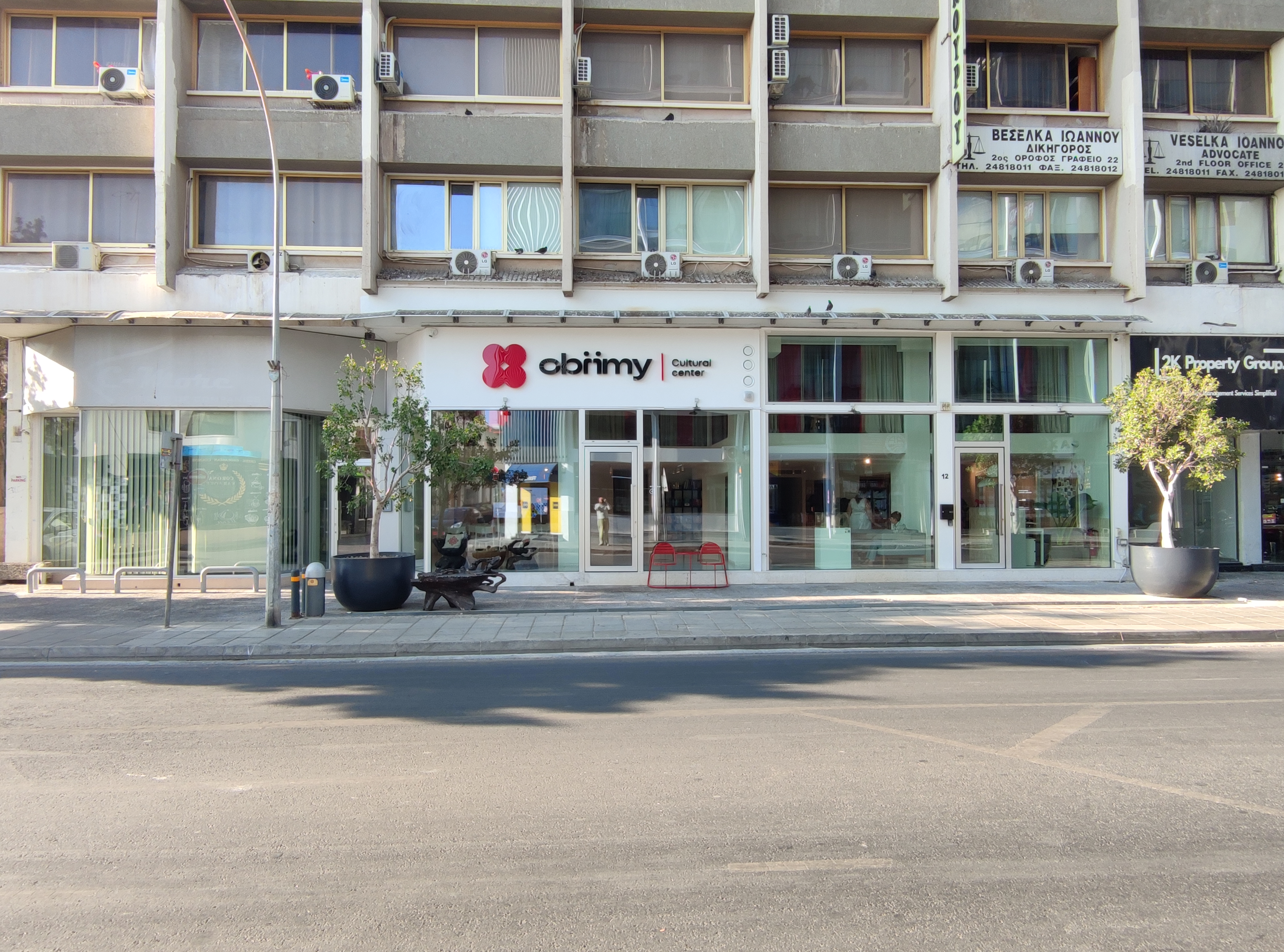
Український освітньо-культурний центр «Обійми» в Ларнаці

Українська громада в Республіці Кіпр до лютого 2022 року налічувала приблизно 4 тисячі осіб та складалася з українок, які одружилися з громадянами Кіпру, трудових мігрантів, українських сімей, які змінили місце проживання. Після початку повномасштабного вторгнення Росії в Україну, на територію острова прибуло понад 26 тисяч українців, з яких майже 18 тисяч осіб отримали тимчасовий захист.

## Історія
У період з 1991 по 2021 українці активно мігрували до ближніх країн Центральної Європи (Польща, Чехія) та країн Середземномор'я (Італія, Іспанія, Португалія, Кіпр) переважно як трудові мігранти. На Кіпр мігрували переважно жінки.
За даними Міністерства внутрішніх справ Кіпру, станом на 9 березня 2022, з дня після російського вторгнення на Кіпр прибуло близько 3000 українських біженців; 19 з них попросили притулку. До квітня 2022 року їхня кількість становила близько 10 000, тоді як до квітня 2023 року вона досягла 17 000. За даними Євростату, Кіпр мав найвищий серед країн-членів ЄС відсоток громадян України, яким було надано тимчасовий захист у лютому 2023 року. У квітні 2024 року їх було 18 500.

## Громадські організації
23 березня 2017 року українська громада створила асоціацію «Товариство Українсько-Кіпрської дружби», яка стала першою офіційно зареєстрованою на Кіпрі громадою закордонних українців. Головою недержавного та неприбуткового громадського об'єднанням з 2023 року є Ксенія Мухортова. Асоціація популяризує на острові українську культуру, мову, історію та традиції, сприяє підвищенню іміджу України, привертає увагу міжнародної спільноти до війни проти України, а також веде актину волонтерську діяльність, організовує заходи зі збору гуманітарної допомоги для України, надає всебічне сприяння українцям, які вимушено переселились до Республіки Кіпр через війну проти України.

## Культурні осередки

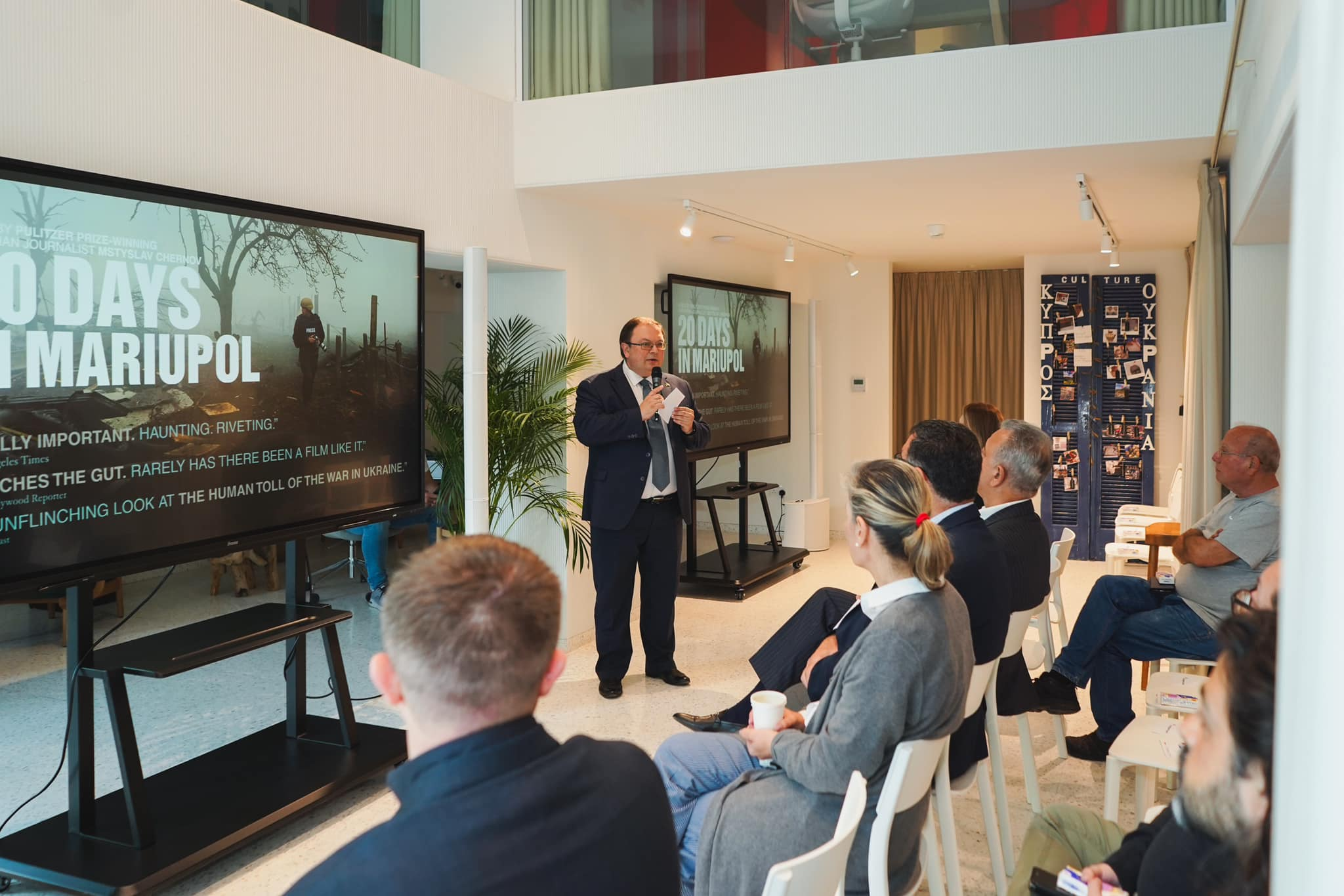
Спеціальний показ першої оскароносної української стрічки «20 днів у Маріуполі» в центрі «Обійми»

Українські волонтери створили низку українських волонтерських культурно-освітніх осередків, у тому числі
- Український дім та Кіномайстерня у Пафосі,
- Освітній простір «Крила» у Лімасолі,
- Благодійна організацію «Deeds4kids», яка організовує та проводить безплатні арт-курси, у тому числі з метою психологічної підтримки українських дітей, вже у шести європейських країнах.

- Український освітньо-культурний центр «Обійми Cyprus», також «Обійми», англ. Obiimy Cyprus — в місті Ларнака, Кіпр.[8][9] Ініціатор створення — уродженка Херсона Анна Сушко.[10] Спочатку виглядав як звичайний офіс. Після оновлення відкритий у травні 2024.[11] Центр, загальною площею 300 кв.м., розташований за адресою Grigori Afxentiou 12, Larnaca 6016, оновлений за проєктом київської архітектурної студії «burø.dsgn».[12]

## Пластовий рух
Перший пластовий гурток для дітей та юнацтва відкритий у 2020 році у Лімасолі, другий — у 2022 році у Нікосії, третій — у кінці 2023 року також у Лімасолі. Перший пластовий підготовчий юнацький курінь на Кіпрі зареєстрований у червні 2025 року.